# Cast Away
Cast Away er en film fra 2000. Den handler om en strandet mand på en ø. I samme stil som Robinson Crusoe. Filmen er optaget på øen Monuriki i Fiji ø gruppen. Stjernerne er Tom Hanks og Helen Hunt.

## Medvirkende
- Tom Hanks som Chuck Noland
- Helen Hunt som Kelly Frears
- Nick Searcy som Stan
- Chris Noth som Jerry Lovett
- Lari White som Bettina Peterson
- Geoffrey Blake som Maynard Graham
- Jenifer Lewis som Becca Twig
- David Allen Brooks som Dick Peterson
- Semion Suradikov som Nicolai
- Nan Martin som Kellys mor